# Sint-Martinuskerk (Braunschweig)
De Martinikerk (Duits: Martinikirche) werd in de twaalfde eeuw als kerk van de zelfstandige wijk Altstadt van de Nedersaksische stad Brunswijk (Braunschweig) gebouwd. Initiatiefnemer tot de bouw was Hendrik de Leeuw. De Martinikerk is het enige middeleeuwse kerkgebouw met twee torens in Brunswijk waarvan het westwerk geheel voltooid werd.

## Geschiedenis
Net als de Dom van Brunswijk was de Martinikerk oorspronkelijk een romaanse pijlerbasiliek, die later tussen 1250 en 1400 door toevoeging van gotische zijschepen tot hallenkerk werd verbouwd. Kenmerkend voor de gotische verbouwing zijn met name de talrijke puntgevels van de kerk, een voor de regio karakteristiek verschijnsel.
In 1400 volgde de aanbouw van de 5/8-koorafsluiting en in 1434 werd aan de zuidzijde de laatgotische Annenkapelle gebouwd.
Van de romaanse bouwperiode zijn het westwerk met delen van een klokkenstoel en de beide westelijke, later verplaatste, portalen behouden.
Buiten zijn nog de gevels van het dwarsschip te zien. Bezienswaardig is het zuidelijk dwarsschip met de vele middeleeuwse zandstenen beelden aan de gevel, die rijk is voorzien van traceerwerk. Naast Christus, Ecclesia en Synagoge stellen de beelden de wijze en dwaze maagden voor. De tympanons boven de ingangen aan de noordzijde tonen het Lam Gods en de Graflegging van Maria. Het betreffen de enige originele tympanons van Brunswijk die bewaard bleven.
In de jaren 1897-1899 werden er omvangrijke vernieuwingen doorgevoerd. Tijdens de Tweede Wereldoorlog brandden het dak en het westwerk volledig uit. Desondanks bleef de kerk van binnen grotendeels gespaard.

## Interieur
Tussen 1722 en 1725 werd door Anton Detlev Jenner het volledig behouden hoogaltaar van marmer en albast gemaakt. De Annenkapelle herbergt zes grote beelden van Maria, de heilige Drie Koningen, Joachim en Anna te Drieën (1440) en een bronzen doopvont uit 1441 met een houten bekroning uit 1618. Voor de kansel uit 1617 met diverse reliëfs van Bijbelse voorstellingen staat een beeld van Sint Martinus te paard. Van het grote barokke orgel bleef de indrukwekkende orgelkas bewaard. Achter de orgelkas bevindt zich de voormalige hertogelijke loge met een doorkijk in de vorm van drie romaanse rondbogen. Ook bezit de kerk een groot aantal fraaie epitafen.

## Afbeeldingen

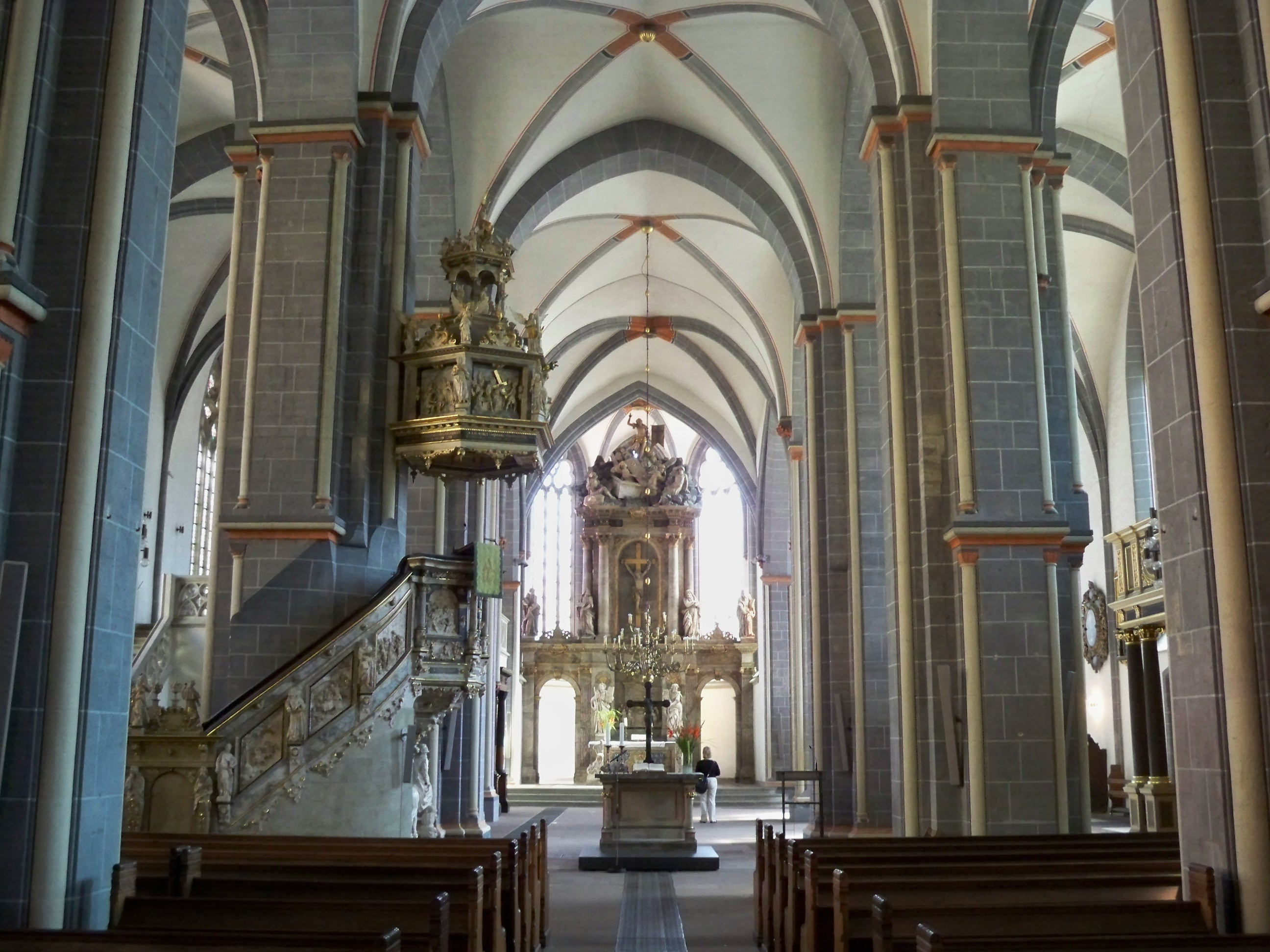
Interieur richting altaar
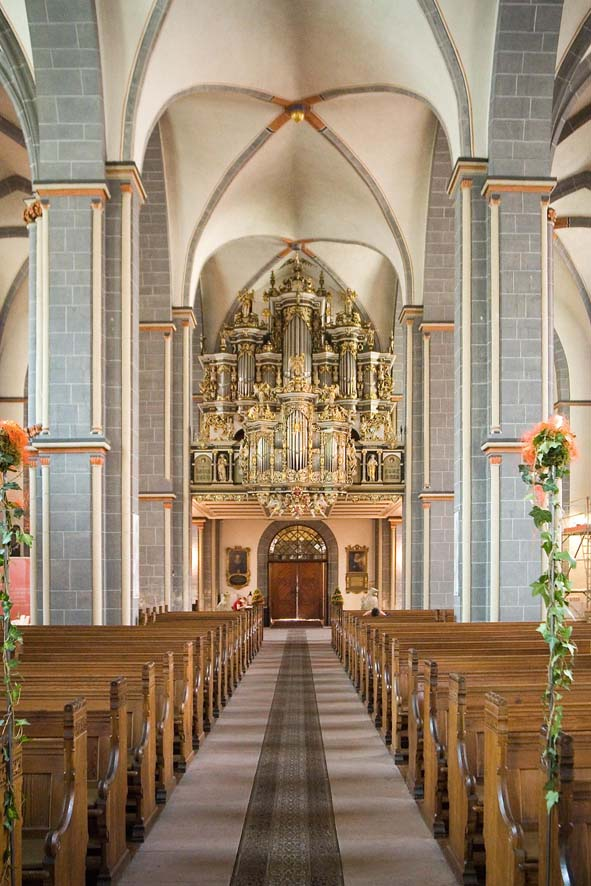
Interieur richting orgel
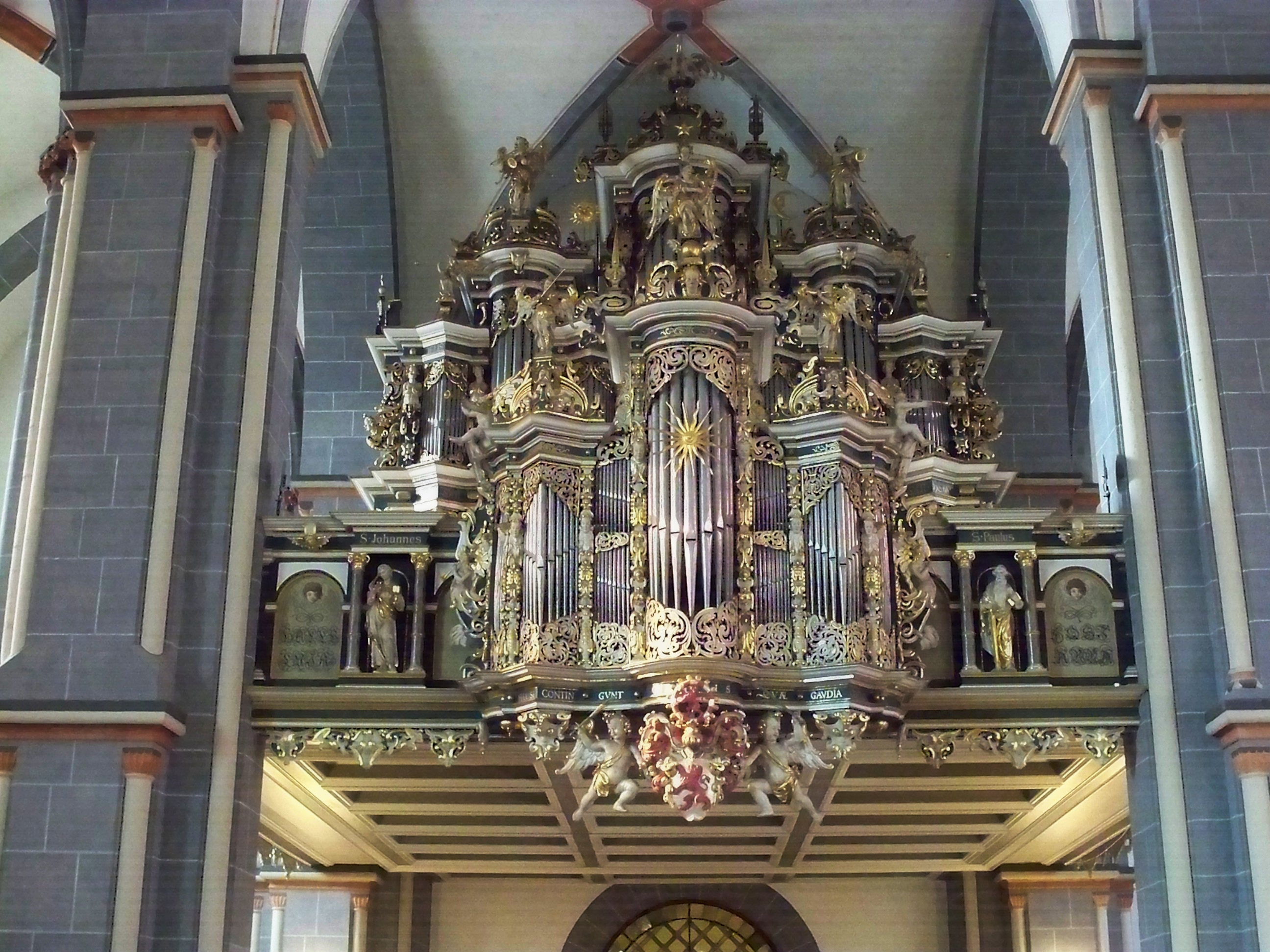
Orgel
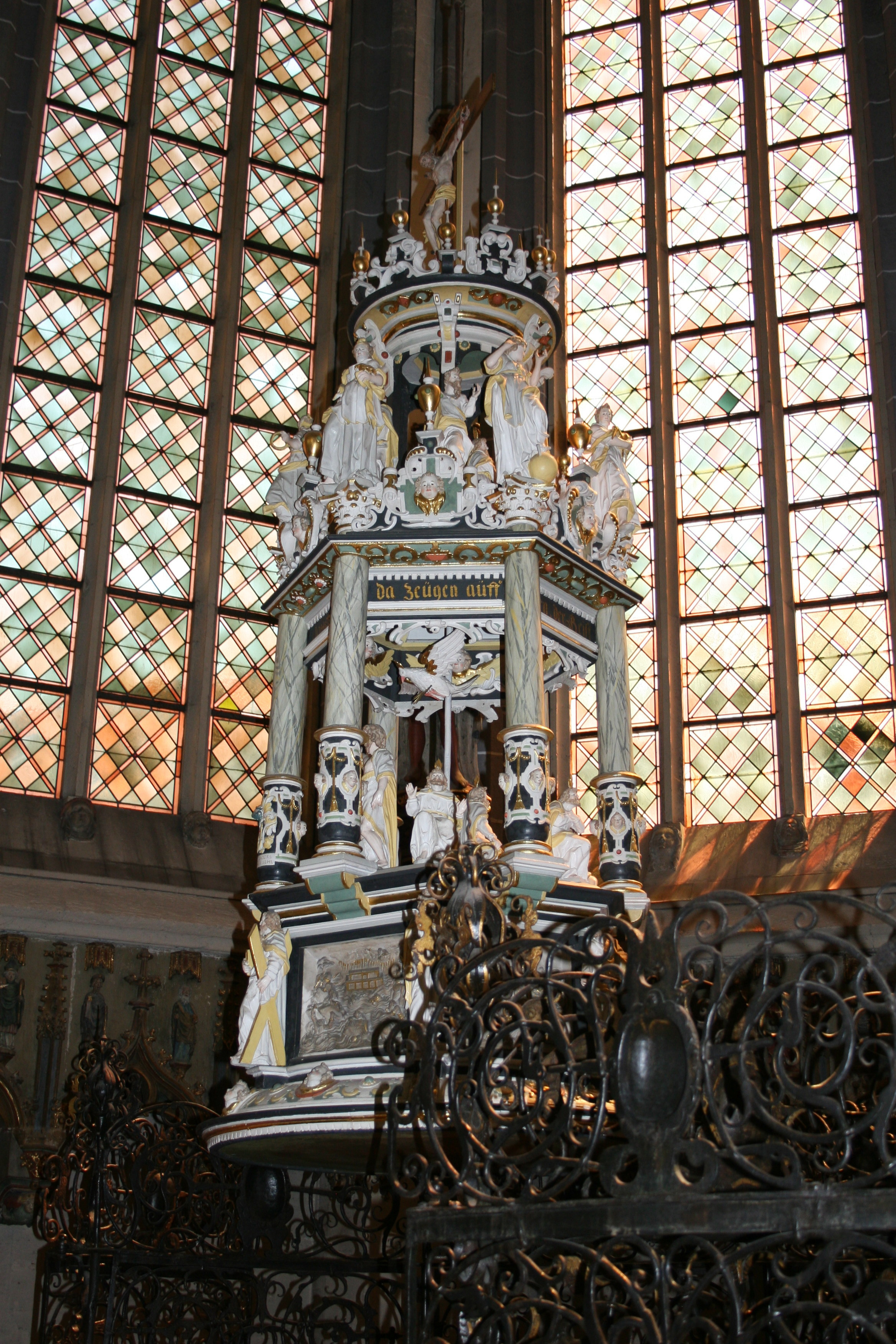
Deksel doopvont
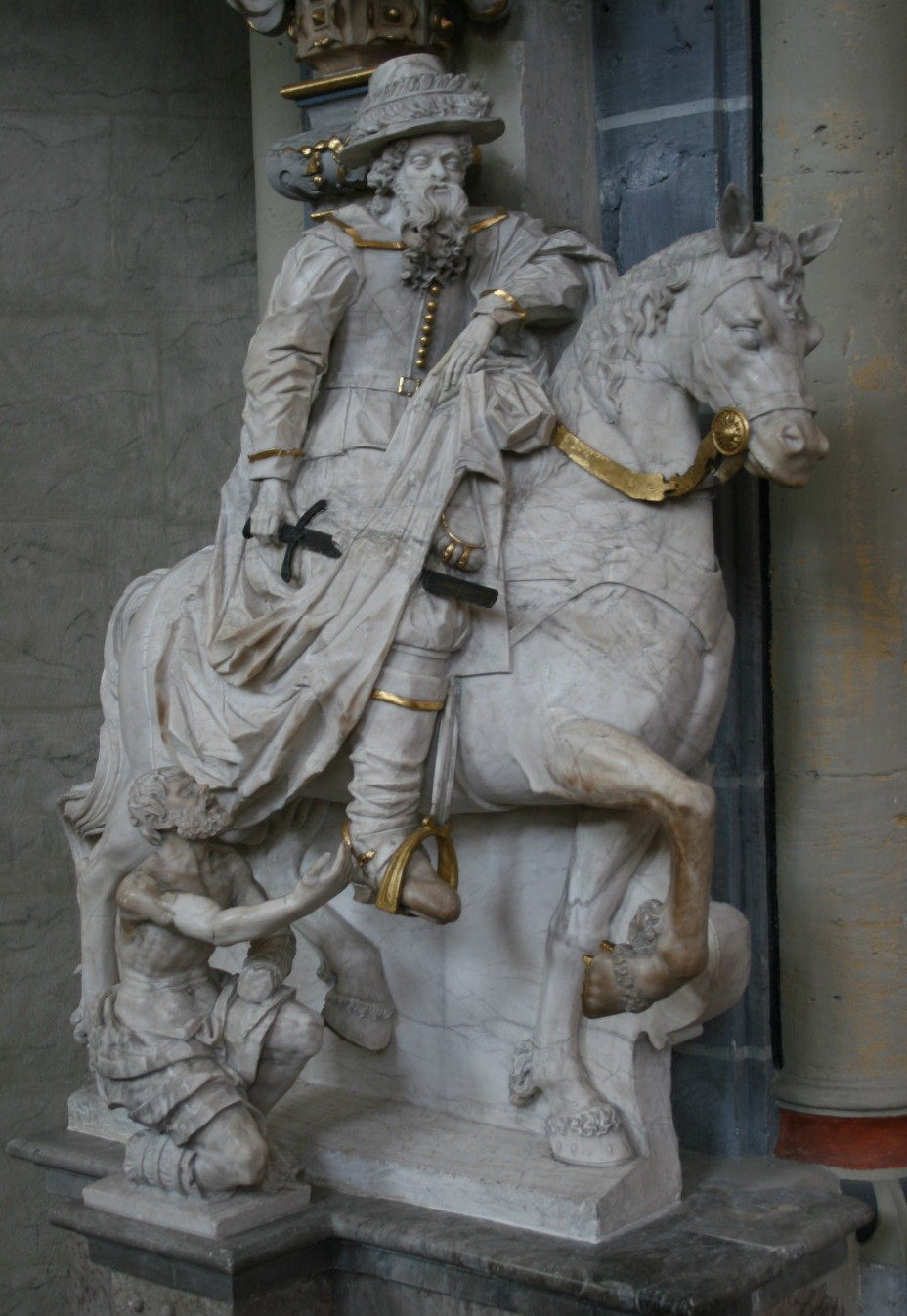
Beeld van Sint-Martinus